# 小田卓爾
小田 卓爾（おだ たくじ、1940年 - ）は、中世英語・イギリス英文学者。慶應義塾大学名誉教授、常磐大学国際学部教授。

## 略歴
慶應義塾大学文学部英文学専攻卒業、同大学大学院文学研究科修士課程修了、オックスフォード大学（聖エドマンド・ホール）留学。慶應義塾大学文学部教授、慶應義塾中等部長、慶應義塾ニューヨーク学院学院長を兼務。2007年定年退任、名誉教授。帝京大学文学部教授、帝京大学中学校高等学校校長、常磐大学教授、帝京大学評議員を経て、学校法人帝京大学理事。
中世英文学および中世英国史、アルフレッド大王と聖エドマンドが専門。英国の初等・中等教育に造詣が深い。

## 著書
- 『ふり返らない少女 : 英国21人の幽霊たち』小池書院 1999.7
- 『最強の小・中・高・大一貫教育』(ディスカヴァー携書)ディスカヴァー・トゥエンティワン 2007.11
- 『ニューヨークの風 : 慶應義塾ニューヨーク学院の思い出』 慶應義塾大学出版会 2007.4

## 翻訳
- E.S.ダケット『アルフレッド大王 : その生涯と歴史的背景』新泉社 1977.9
- アッサー『アルフレッド大王伝』(中公文庫) 中央公論社 1995.9
- イアン・ウィルソン『真実のイエス : 伝説の謎にせまる』紀伊國屋書店 1997.6

## 参考
- 「ニューヨークの風」著者紹介